# 棒球大聯盟劇場版 友情的一球
《棒球大聯盟劇場版 友情的一球》，是《棒球大聯盟》唯一製作的劇場版。在日本首播第四季時放映。

## 故事大綱
故事是接續吾郎在三船海豚隊與橫濱少棒隊打了一場激戰後，吾郎雖然帶領著海豚隊贏了，但卻讓寶貴的右手受了重傷，並隨著繼父茂野英毅的轉隊，在未跟原隊友說任何道別的話狀況下不告而別，讓隊友很不能理解。轉去福岡的博多南少棒隊，卻遇上吾郎最討厭類型的教練。教練讓他和同樣是5年級的木下進行打擊比賽，比賽途中教練也發現了吾郎獨有的天賦，最後在教練的邀請賽，加入博多南少棒隊，但因手臂未痊癒，父親也下了禁止投球的指令，所以擔任一壘手和四棒打者，完全搶走他們王牌古賀的風采。
古賀也相當討厭吾郎，除了忌妒，也恨他的繼父茂野英毅，各自搶走古賀父子身為王牌的寶座。但是經過一番波折後，他們兩人化敵為友，在一場比賽中，吾郎在未許可的情況下上場救援，為博多南守住了勝利。
壽也所帶領的橫濱少棒隊意外地輸給了北九州少棒隊，隊伍中的四棒及三棒（投手）都相當厲害，但壽也卻說:「只要還有茂野吾郎，你們就沒辦法去全國大賽」表達了對吾郎的期待。
在最後一場決賽，博多南的教練和古賀都贊成吾郎先發，對上北九州少棒隊，一開始雖不順利，而後來回穩，可是因不顧未痊癒的肩傷，硬撐至完投使得他的右手又再次受重傷。最後在繼父的建議下，轉型為左投手重新出發。

## 主要登場人物

### 主角
- 茂野吾郎（少年期）：熊井統子（日本）；錢欣郁（台灣）
- 茂野吾郎（青年期）：森久保祥太郎（日本）；李景唐（台灣）

### 主角親屬
- 茂野英毅：咲野俊介（日本）；梁興昌（台灣）
- 茂野桃子：野田順子（日本）；陶敏嫻（台灣）
- 本田茂治：子安武人（日本）；何志威（台灣）

### 博多南少棒隊
- 古賀將人：野島健兒（日本）；李景唐（台灣）
- 木下誠也：福山潤（日本）；何志威（台灣）
- 伊藤匠：三瓶由布子（日本）；陶敏嫻（台灣）
- 上杉博文：近藤尚美（日本）；錢欣郁（台灣）
- 須藤直政：佐藤利奈（日本）；陶敏嫻（台灣）
- 岸田憲一：澤城美雪（日本）；黃珽筠（台灣）
- 高倉布夫：三宅華也（日本）；黃珽筠（台灣）
- 佐野昭彥：松栗來祐（日本）；陶敏嫻（台灣）
- 細川茂：阿澄佳奈（日本）；黃珽筠（台灣）
- 吉野監督：大川透（日本）；梁興昌（台灣）

### 三船海豚少棒隊
- 清水薰：笹本優子（日本）；黃珽筠（台灣）
- 小森大介：釘宮理惠（日本）；陶敏嫻（台灣）
- 澤村涼太：笹島芳（日本）；陶敏嫻（台灣）
- 前原篤志：青山桐子（日本）；黃珽筠（台灣）
- 夏目翔太：木內玲子（日本）；李景唐（台灣）
- 田邊誠：伊藤亞矢子（日本）；錢欣郁（台灣）
- 長谷川：恒松步（日本）；黃珽筠（台灣）
- 鶴田：和久田み晴（日本）；錢欣郁→何志威（台灣）
- 安藤監督：石井隆夫（日本）；何志威→李景唐（台灣）

### 橫濱少棒隊
- 佐藤壽也：大浦冬華（日本）；黃珽筠（台灣）
- 川瀨涼子：遠藤久美子（日本）；陶敏嫻（台灣）
- 真島：水澤史繪（日本）；何志威（台灣）
- 樫本修一：楠大典（日本）；李景唐（台灣）

### 其他人物
- 古賀惠：蓮佛美沙子（日本）；陶敏嫻（台灣）
- 古賀哲也：浜田賢二（日本）；何志威（台灣）
- 陣內愛麗絲：榎本溫子（日本）；黃珽筠（台灣）
- 喬·山德士：石井康嗣（日本）；梁興昌（台灣）

## 製作群
- 原著：滿田拓也

- 腳本：土屋理敬

- 監督：加戶譽夫

- 企劃：白井康介、藤原正道、松山彥藏、柴田幸嗣、堀健一郎、龜村哲郎、齊藤裕

- 執行製作：山川惠一、市川南、宫脇祐介、石井真人、高谷與志人、松本壽子、中澤利洋

- 主题曲：《翼 (Remioromen歌曲)（日语：風のクロマ #収録曲）》

作詞．作曲：藤卷亮太
編曲：小林武史、Remioromen
演唱：Remioromen

## 上映時間
- 日本:2008年12月13日在東寶系公開。
- 台灣:2010年5月30日由曼迪傳播代理公開（華視首播，東森電影台也跟著播放）